# 第六型潜水艦
| 第六型潜水艦（ホランド改型） | 第六型潜水艦（ホランド改型）                                |
| ---------------------------- | ----------------------------------------------------------- |
| 在りし日の第六潜水艇         |                                                             |
| 艦級概観                     |                                                             |
| 艦種                         | 三等潜水艦                                                  |
| 艦名                         |                                                             |
| 前級                         | 第一型潜水艦（ホランド型）                                  |
| 次級                         | -                                                           |
| 性能諸元（値は第７潜水艇）   |                                                             |
| 排水量                       | 常備：76トン 水中：95トン                                   |
| 全長                         | 26.47m                                                      |
| 全幅                         | 2.48m                                                       |
| 吃水                         | 2.27m                                                       |
| 機関                         | スタンダード・ガソリン機関1基1軸 水上：250馬力 水中：32馬力 |
| 速力                         | 水上：8.5kt 水中：4.0kt                                     |
| 航続距離                     | 水上：8ktで184海里 水中：不明                               |
| 燃料                         | ガソリン                                                    |
| 乗員                         | 16名                                                        |
| 兵装                         | 45cm魚雷発射管 艦首1門 魚雷1本                              |
| 備考                         | 安全潜航深度：30.5m                                         |

第六型潜水艦（だいろくがたせんすいかん）は日本海軍の潜水艦（当初は潜水艇と呼ばれていた）の艦級。ホランド改型（ホーランド改型）とも呼ばれる。同型艦2隻。

## 概要
ホランドの設計に基づき、川崎造船所で2隻が建造された。コピーながら日本で初めての潜水艦建造であり（第一型潜水艦は組み立てのみ）、竣工までに1年半がかかって、1906年（明治39年）に竣工した。ホランド型のコピーであるが、船体はより小型となっている。これは輸送船に運んで移動し、そこから運用する計画があったためといわれている。なお、同型艦2隻は艦の兵装は等しいが船体寸法、排水量等は異なる。そのため文献によっては第七潜水艇を第七型と別の型に分類する場合もある。
1910年（明治43年）に第六潜水艇は通風管から海水が大量に流入したことによる沈没事故を起こすが引き上げて再就役した。1916年（大正5年）8月4日、二等潜水艇に類別、1919年（大正8年）4月1日、三等潜水艦に類別。1920年（大正9年）に除籍。

## 諸元
第六潜水艇の値、判明分のみ。第七潜水艇に関しては性能諸元表を参照のこと。
- 排水量：常備58t、水中63t
- 全長：23.25m
- 全幅：2.15m
- 吃水：2.06m
- 主機：スタンダード・ガソリン機関1基1軸、水上250馬力、水中22馬力
- 兵装：45cm魚雷発射管 艦首1門、魚雷1本

## 同型艦
- 第六潜水艇

1906年（明治39年）4月5日竣工（川崎）。1919年（大正8年）4月1日第六潜水艦と改称。1920年（大正9年）4月1日除籍。
- 第七潜水艇

1906年（明治39年）4月5日竣工（川崎）。1919年（大正8年）4月1日第七潜水艦と改称。1920年（大正9年）4月1日除籍。